# كوداكية كوبية
كوداكية كوبية (الاسم العلمي: Codakia cubana) هي نوع من الحيوانات تتبع جنس الكوداكية من فصيلة اللوسينات.